# 힐다 톨라켈 마가이아
힐다 톨라켈 마가이아(영어: Hildah Tholakele Magaia, 1994년 12월 16일~)는 남아프리카 공화국의 여자 축구 선수로 현재 대한민국 WK리그의 세종 스포츠토토에서 공격수로 활동 중이다.

## 클럽 경력

### 세종 스포츠토토
프리토리아 대학에서 선수 생활을 시작한 뒤 TUT 레이디스, 모뢴 BK 등에서 활동하다가 2022 시즌을 앞두고 윤덕여 감독이 이끄는 대한민국 WK리그의 세종 스포츠토토에 입단했다.

## 국가대표팀 경력

### 남아프리카 공화국 여자 A대표팀
2018년 남아공 여자 A대표팀 처음으로 합류한 뒤 4년 후 열린 2022년 아프리카 여자 네이션스컵에 출전하여 3골을 터뜨렸고 특히 이 가운데 개최국인 모로코와의 결승전에서 멀티골을 터뜨리며 남자대표팀이 마지막으로 우승을 차지했던 1996년 아프리카 남자 네이션스컵 이후 26년만의 남아공의 메이저 대회 우승과 함께 2회 연속 여자 월드컵 본선 진출에 기여했다.
이후 2023년 FIFA 여자 월드컵 본선 엔트리에 이름을 올리며 외국인 WK리거로는 역대 6번째로 여자 월드컵에 참가하게 되었고 스웨덴과의 G조 조별리그 1차전에서 비록 1-2로 석패했지만 남아공 여자 대표팀의 월드컵 통산 2호골을 터뜨렸다.
그리고 G조의 같은 최약체팀인 아르헨티나와의 2차전에서는 득점을 기록하진 못했으나 팀은 2-2로 비기며 2010년 FIFA 남자 월드컵 이후 13년만에 월드컵 본선에서 귀중한 승점 1점을 챙겼고 2번의 여자 월드컵에서 8강에 오른 강호 이탈리아와의 조별리그 최종전에서는 팀의 2번째 골을 터뜨리며 3-2 승리와 함께 남아공 남녀 대표팀을 통틀어 사상 첫 월드컵 16강 진출의 대업을 이끌었다.

## 수상

### 국가대표팀
남아프리카 공화국
- 아프리카 여자 네이션스컵 : 우승 (2022)